# Middelburger Seen
Middelburger Seen este o arie protejată (arie specială de conservare — SAC, sit de importanță comunitară — SCI) din Germania întinsă pe o suprafață de 124 ha, integral pe uscat.

## Localizare
Centrul sitului Middelburger Seen este situat la coordonatele 54°04′50″N 10°40′54″E / 54.0806°N 10.6817°E.

## Înființare
Situl Middelburger Seen a fost declarat sit de importanță comunitară în august 2000 pentru a proteja 2 specii de animale. Situl a fost protejat și ca arie specială de conservare în ianuarie 2010.

## Biodiversitate
Situată în ecoregiunea continentală, aria protejată conține 5 habitate naturale: Ape puternic oligomezotrofe cu vegetație bentonică cu Chara spp., Lacuri eutrofice naturale cu vegetație de tip Magnopotamion sau Hydrocharition, Fânețe de joasă altitudine (Alopecurus pratensis, Sanguisorba officinalis), Mlaștini turboase de tranziție și turbării mișcătoare, Mlaștini calcaroase cu Cladium mariscus și specii de Caricion davallianae.
La baza desemnării sitului se află mai multe specii protejate:
- mamifere (1): vidră de râu (Lutra lutra)
- nevertebrate (1): Vertigo moulinsiana